# ЛТІ (футбольний клуб)
Футбольний клуб ЛТІ або просто ЛТІ (рос. Футбольный клуб ЛТИ Ленинград)  — радянський футбольний клуб з міста Ленінград, представляв Технологічний інститут імені Леніна.

## Історія
У 30-х роках виступав під назвою Завод ім. Сталіна.
До 1958 року виступав під назвою «Буревісник».
У 3-й зоні турніру класу «Б» 1958 року посів останнє 16-е місце, у кубку СРСР зазнав поразки в 1/8 зонального фіналу 1958 року.
У першості 1958 року команда виступала в складі: Валентин Обрезков, Володимир Фарикін - Едуард Абрикосов, Євген Новожилов, Віктор Спиридонов, Геннадій Тихомиров - Володимир Ніколенко, М. Ротмістров, Федір Шестаков - Г. Бабаєв, Анатолій Васильєв, Валентин Гусєв, Геннадій Єрмаков, Борис Мишенков, Є. Нікітін, В. Панкратьєв, Сергій Согомонянц, В. Смірнов. Тренер — Віктор Смагін.

## Досягнення
- I зона класу «Б»
  - 15-е місце (1): 1958

- Кубок СРСР
  - 1/64 фіналу (2): 1936, 1937

## Відомі гравці
- Валентин Гусєв
- Борис Кислов
- Олег Морозов